# 吴敬荣
吴敬荣（1864—？），字健甫，号荩臣，安徽休宁县人。清朝海軍將領。

## 生平
吴敬荣于1874年9月被选派为第三批留美幼童赴美国留学。1881年回国后，在天津北洋水师学堂学习。后在北洋水师任職。
1894年9月16日，黄海海战爆发。吴敬荣弃船退守威海卫，之後又從威海衛撤退。
中華民國成立後，曾任中華民國大總統府侍從武官。最終在天津去世。